# ジャガイモを食べる人々
『ジャガイモを食べる人々』（ジャガイモをたべるひとびと、蘭: De Aardappeleters, 英: The Potato Eaters）とは、1885年にフィンセント・ファン・ゴッホによって描かれた絵画。オランダのニューネン在住時に描かれた、ゴッホの画家としてのキャリアの初期の頃の作品である。
ニューネン在住の期間に制作された作品の作風から、ゴッホの「暗黒の時代」や、「薄闇の時代」などと称されることがあるが、その時代を代表する作品とも言われる。オランダ・アムステルダムのゴッホ美術館蔵。
ゴッホは、パリ移住前の時期、およびサン＝レミ＝ド＝プロヴァンスで療養中の時期などに農民、職工などテーマとして取り上げている。それはゴッホの宗教観から生まれる（画家として活動する前には聖職を志していた）「我が手を汚して働く人々への尊敬」によるものという説がある。
ゴッホは書簡では「ジャガイモを食べる人々がその手で土を掘ったということが伝わるように努めた」と書いている。
この作品については多くの習作が知られ、リトグラフが複数存在する。また農民の顔を描いた習作もあり、そのうちの一つが広島のウッドワン美術館に収蔵されている。

## バージョン

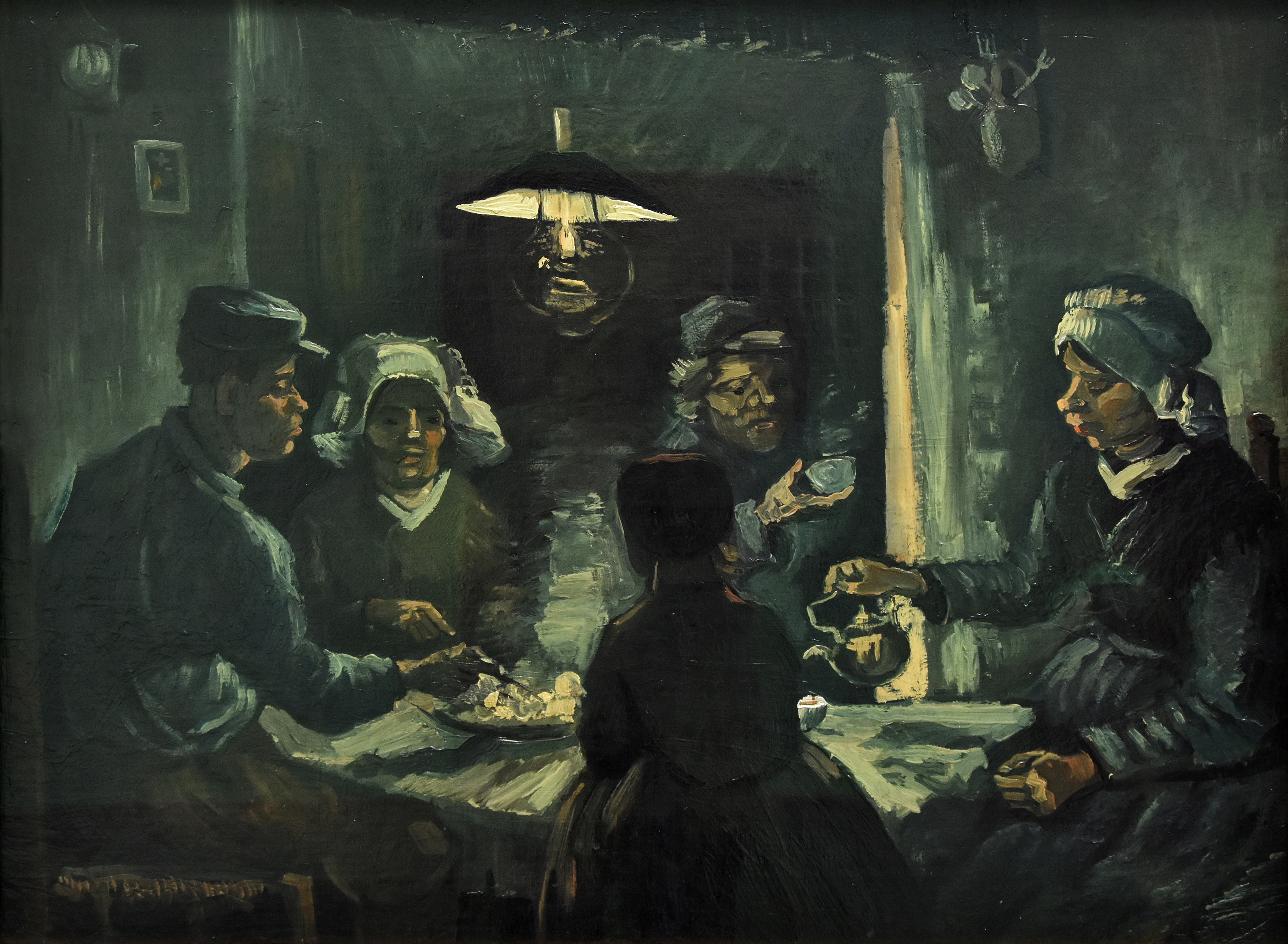
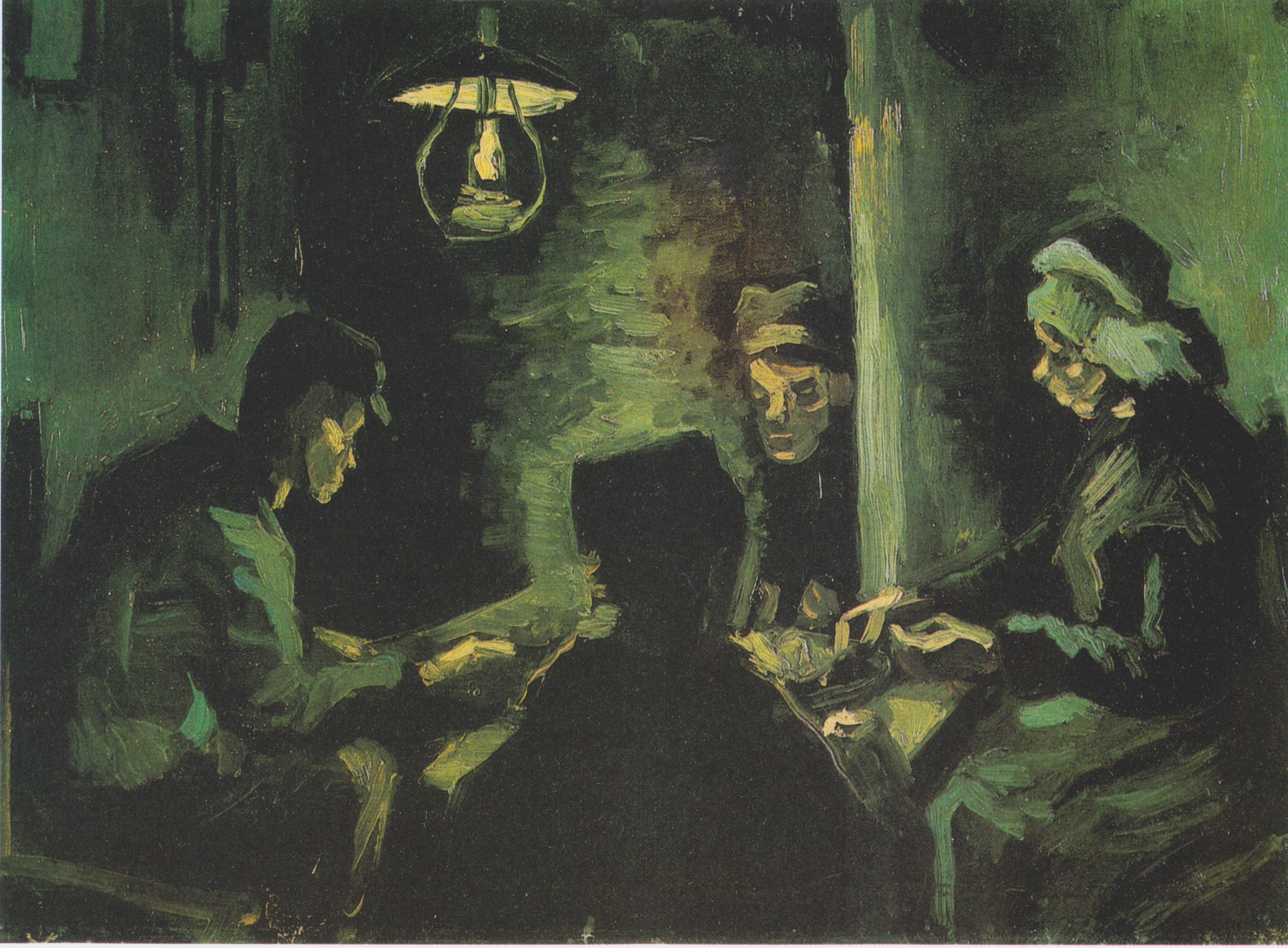
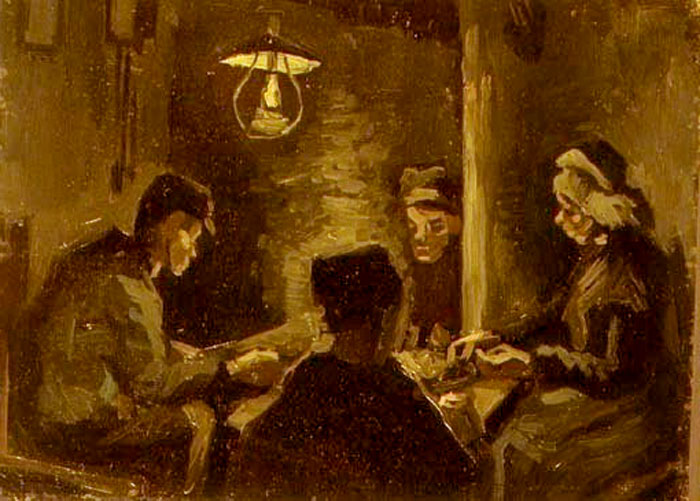